# Іпгофен
Іпгофен (нім. Iphofen) — місто в Німеччині, розташоване в землі Баварія. Підпорядковується адміністративному округу Нижня Франконія. Входить до складу району Кітцинген. Центр об'єднання громад Іпгофен.
Площа — 78,01 км2. Населення становить 4725 ос. (станом на 31 грудня 2020).